# Joe Potts
Joseph "Joe" Potts was een Brits ondernemer, constructeur en autocoureur. 

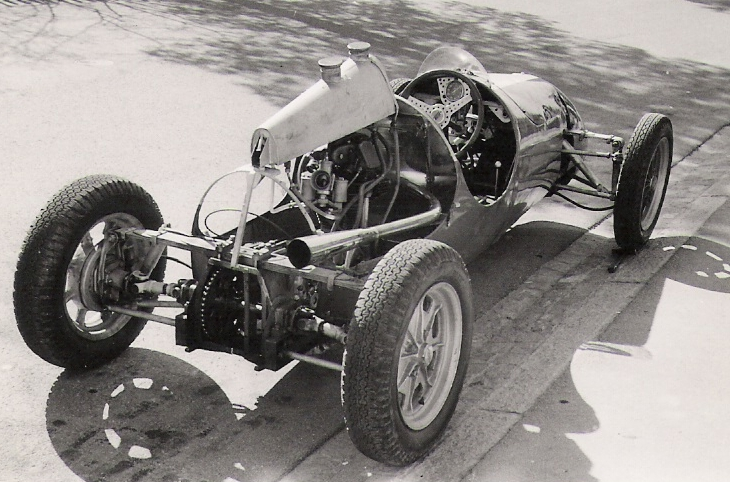
Cooper-Norton Manx

Joe Potts was de kleinzoon van een Ierse immigrant die eveneens Joseph Potts heette. Grootvader Potts verhuurde rijtuigen. Een van zijn klanten was een begrafenisondernemer. Uiteindelijk nam Potts het bedrijf van deze begrafenisondernemer over een hij bouwde een aantal rijtuigen om tot lijkkoets. 

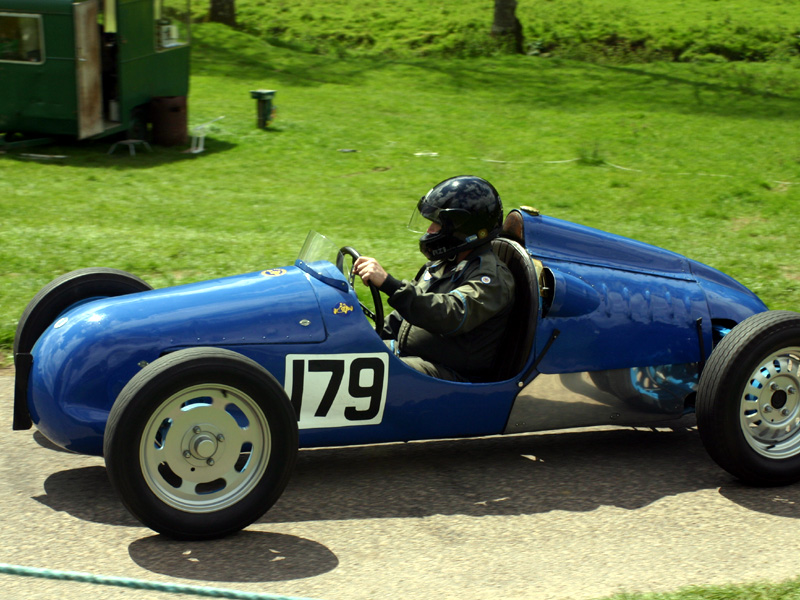
JP Formule 3 auto

In de jaren dertig nam Joe Potts dit bedrijf over. Hij was echter geïnteresseerd in techniek en begon naast de begrafenisonderneming ook motorfietsonderdelen te verkopen. Tijdens de Tweede Wereldoorlog produceerde hij ook wapenonderdelen. Na de oorlog ging hij motorfietsen doorontwikkelen en tunen. Hij ondersteunde een team van motorcoureurs. Hij nam zelf ook deel aan races en heuvelklimwedstrijden met Cooper-Formule 3-auto's, die veelal werden aangedreven door de 500cc-eencilindermotor van de Norton Manx. Hij werd een specialist in de tuning van de Britse eencilinders, naast de Norton Manx ook de 350cc-AJS 7R. Onder de autocoureurs die met zijn Formule 3-auto's reden waren Ron Flockhart en Marshall Watson (de vader van John Watson). Onder de motorcoureurs was Bob McIntyre succesvol, zowel met de Potts-Nortons als met de Potts Special AJS, die door Potts werden voorzien van stroomlijnkuipen. 
Potts was ervan overtuig dat de Cooper-F3 verbeterd kon worden. Daarom begon in 1950 hij met zijn chef-ontwerper Willie Rogerson aan de bouw van de "JP F3"-auto's, waarvan er waarschijnlijk ca. 34 verkocht werden. Het bedrijf bleef bestaan tot aan de dood van Joe Potts in 1982. 